# Evripos-Brücke
Die Evripos-Brücke (griechisch Γέφυρα Ευρίπου) ist eine Schrägseilbrücke in Chalkida. Mit einer Länge von 395 Metern überquert sie den Euripos, einem natürlichen Kanal, der die Insel Euböa vom Festland trennt. Auf der Festlandseite befindet sich der Endpunkt der Autobahn 11, auf der Inselseite verläuft die Nationalstraße Ethniki Oddos 44.

## Geschichte und Bau
Bis zum Bau der Evripos-Brücke musste der gesamte Verkehr die alte Brücke, die sich ein paar Kilometer nördlich befindet, benutzen. Dadurch wurde das Stadtzentrum erheblich belastet. Die neue Brücke sollte das Stadtzentrum entlasten und die Nutzung einer Umgehungsstraße ermöglichen. Als die Brücke 1992 erbaut wurde, war sie die erste Schrägseilbrücke in Griechenland. Aus technischer Sicht war sie extrem schlank und stellte sowohl bei der Entwurfs- als auch bei der Bauphase die extrem dünne, nur 45 cm starke Fahrbahnplatte aus Stahlbeton dar. Sie sollte genügend Festigkeit gewährleisten, um auf jegliche Längsträger zu verzichten. Die Spannkabel aus 7 Strängen haben daher einen geringeren Abstand von ca. 5 m, mit einer minimalen Neigung von 23 Grad. Sie wurden dazu genutzt, um die freitragende Verschalung während des Fahrbahnbaus zu stützen. Um die Erdbebensicherheit zu ermöglichen, wurde die Betonfahrbahn monolithisch mit den Brückentürmen verbunden. Auflagekräfte aufgrund von Temperaturunterschieden können durch die schlanken Türme und den weichen Überbau aufgefangen werden. An den Pfeilern am Brückenende wurden Pendelstützen verwendet, um die abhebenden Kräfte in die Stützkonstruktion zu leiten.

## Erdbebensicherheit und Erdbebenüberwachung
Die Brücke wird seit 1994 durch ein Netzwerk aus 38 triaxialen Beschleunigungssensoren kontinuierlich überwacht.
Dieses Messnetzwerk wurde vom Institut für Seismologie und Erdbebeningenieurwesen der Universität Thessaloniki eingerichtet und wird seither von ihm betrieben. Die Positionen der Sensoren wurden so gewählt, dass sie eine Vorhersage des dynamischen Verhaltens der Brücke über einen breiten Frequenzbereich ermöglichen. Für die Instrumentierung sind für die Überwachung der mittleren Spannweite der Brücke, die im Mittelpunkt der Überwachung und Studie zum Schwingungs- und Erdbebenverhalten steht, sechs vertikale und zwei transversale Sensoren eingerichtet, während an den beiden Pfeilern jeweils sechs Sensoren installiert sind. Außerdem wurden vier triaxiale Sensoren, zwei Sensoren an der Basis jedes Pfeilers und zwei außerhalb der Brücke zur Detektierung der Bedingungen im freien Feld eingesetzt. Um eine gemeinsame Auslösung, Zeitsteuerung und Abtastung zu erlangen, wurden die Halbleiter-Beschleunigungsmesser zusammengeschaltet, die Abtastrate liegt bei einer Rate von 200 Abtastungen pro Sekunde. Seit dem Beginn des Monitorings wurde eine Reihe von Beben mit vergleichsweise geringer Stärke und Entfernungen von 20 bis 70 Kilometer aufgezeichnet, dazu gehörten auch das Athen-Erdbeben vom 7. September 1999 mit einer Magnitude von 6,0.